# Qui de nous deux
Qui de nous deux (рус. Кто из нас двоих) — четвёртый студийный альбом французского музыканта Матье Шедида, вышедший в 2003 году.

## Об альбоме
Под названием альбома имеется в виду контраст между самим Матье и его персонажем -М-. Звучание у альбома — как и у более ранних работ Шедида, но при этом мягче и одновременно с большим уклоном в рок, на нём музыкант много рассуждает на тему любви. На песни La Bonne Étoile, À tes souhaits, Qui de nous deux и Ma mélodie были сняты сюррелистические клипы, обычные, впрочем, для Матье, а на песню Le Radeau — небольшой мультфильм режиссёра Julien Nantiec. Альбом был хорошо принят слушателями, во французском чате Топ 100 он держался первым номером 2 недели. Выпущенный на Amazon в 2004 году, он считается компанией одним из лучших альбомов этого года. Альбом музыкант посвятил своей новорождённой дочери.

## Список композиций
| №   | Название                | Продолжительность |
| --- | ----------------------- | ----------------- |
| 1.  | Mon ego                 | 2:31              |
| 2.  | La Bonne Étoilee        | 3:37              |
| 3.  | Sous ta peau            | 3:44              |
| 4.  | À tes souhaits          | 2:59              |
| 5.  | Qui de nous deux        | 3:45              |
| 6.  | Ma mélodie              | 3:33              |
| 7.  | Quand je vais chez elle | 3:05              |
| 8.  | La Corde sensible       | 3:31              |
| 9.  | Je me démasque          | 3:39              |
| 10. | C’est pas ta faute      | 3:46              |
| 11. | Gimmick                 | 3:12              |
| 12. | Le Radeau               | 3:24              |
| 13. | Psyko bug               | 3:35              |
| 14. | Peau de fleur           | 4:11              |
| 15. | Ton écho                | 4:50              |